# Tivodrassus
Tivodrassus là một chi nhện trong họ Gnaphosidae.